# McLaren Automotive
McLaren er et bilmærke, ejet af McLaren Cars, en del af McLaren group. Bilproducenten McLaren Cars blev stiftet i 1990 for at producere gadebiler baseret på Formel 1-teknologi. De samarbejder med Formel 1-holdet Team McLaren, som også er en del af McLaren Group.

## Modeller
De har en egen model, kaldt McLaren F1, og en model baseret på Mercedes-Benz SLR som de har udviklet i samarbejde med Mercedes-Benz. En model kører i Danmark

## Eksterne links
- Officielle hjemmeside (engelsk)

- Wikimedia Commons har flere filer relateret til McLaren Automotive